# Matrimonio igualitario en Albania
El matrimonio igualitario en Albania no está reconocido así como tampoco las uniones civiles entre personas del mismo sexo. En 2009 se presentó al Parlamento un proyecto de ley para legalizar el matrimonio entre personas del mismo sexo con el apoyo del primer ministro Sali Berisha, pero nunca se sometió a votación.

## Uniones civiles
Albania no reconoce las uniones civiles (en albanés: bashkim civil) que ofrecerían a parejas del mismo sexo un subconjunto de los derechos, beneficios y obligaciones del matrimonio. En junio de 2020, la Comisión Europea contra el Racismo y la Intolerancia señaló que la falta de reconocimiento legal para las parejas del mismo sexo "podría conducir a diversas formas de discriminación y debería rectificarse", y recomendó al Parlamento de Albania que aprobara una legislación que reconociera las parejas del mismo sexo. Albania está obligada, según el fallo del Tribunal Europeo de Derechos Humanos en el caso Fedotova y otros contra Rusia, a otorgar reconocimiento legal a las uniones entre personas del mismo sexo. En enero de 2023, la Gran Sala dictaminó que el artículo 8 de la Convención Europea de Derechos Humanos, que garantiza el derecho a la vida privada y familiar, impone a todos los Estados miembros del Consejo de Europa la obligación positiva de reconocer las parejas del mismo sexo.

## Matrimonio igualitario

### Antecedentes
Durante el régimen comunista, la convivencia entre parejas no casadas estaba prohibida y se fomentaba firmemente el matrimonio como "base legal para crear una familia". La homosexualidad y las uniones entre personas del mismo sexo estuvieron prohibidas en Albania hasta 1995, tres años después del fin del régimen comunista.
El primer ministro Sali Berisha anunció en una reunión de gabinete el 29 de julio de 2009 que el Consejo de Ministros impulsaría un proyecto de ley para reconocer los matrimonios entre parejas del mismo sexo. Dijo que el proyecto de ley ya se había presentado al Parlamento de Albania. El 5 de febrero de 2010, el Parlamento albanés aprobó una ley contra la discriminación que prohíbe la discriminación por motivos de orientación sexual. Los grupos de derechos de los homosexuales elogiaron la nueva ley, pero dijeron que esperaban que Berisha en algún momento cumpliera su promesa de legalizar el matrimonio entre personas del mismo sexo. Igli Totozani, el Defensor del Pueblo, anunció en octubre de 2013 que redactaría un proyecto de ley sobre cambios en el Código de Familia para legalizar el matrimonio entre personas del mismo sexo. En abril de 2018, la nueva Defensora del Pueblo, Erinda Ballanca, expresó su apoyo al matrimonio entre personas del mismo sexo y se comprometió a apoyar los derechos LGBT. Hasta 2024, no se ha producido ningún cambio y los activistas LGBT critican la inacción legislativa. El artículo 7 del Código de Familia establece que "el matrimonio se contrae entre un hombre y una mujer que hayan cumplido 18 años".
La propuesta de legalizar el matrimonio entre personas del mismo sexo en 2009 fue ampliamente condenada por las principales denominaciones religiosas de Albania, y portavoces de las comunidades musulmana y católica la calificaron de "farsa" e "inaceptable". En enero de 2024, la Iglesia ortodoxa de Albania emitió un comunicado condenando los matrimonios entre personas del mismo sexo, afirmando que "la perpetuación de la humanidad se había basado en dos sexos y su unión" y calificándolo de "un choque con el orden natural".
El 19 de mayo de 2024, una pareja de lesbianas, Alba Ahmetaj y Edlira Mara, celebraron una ceremonia de matrimonio en el tejado de la oficina del alcalde Erion Veliaj en Tirana. El matrimonio fue oficiado por dos sacerdotes británicos. Aunque carece de reconocimiento legal, el matrimonio fue descrito en los medios de comunicación como el "primer matrimonio entre personas del mismo sexo en Albania". La pareja también presentó una solicitud formal para una licencia de matrimonio dos días antes, diciendo: "Nuestra solicitud de declaración de matrimonio simboliza el primer eslabón de una lucha larga y difícil, pero sobre todo justa. Estamos decididas a seguir el camino legal. y respetar los procedimientos e instituciones de nuestro país, desafiando el contenido discriminatorio del Código de Familia, para buscar el reconocimiento de nuestro derecho a casarnos, en igualdad de condiciones como cualquier otra pareja en Albania".

### Redacción constitucional
La Constitución de Albania no prohíbe explícitamente el reconocimiento de los matrimonios entre personas del mismo sexo. El artículo 53 establece que:

Toda persona tiene derecho a casarse y formar una familia. El matrimonio y la familia gozan de una protección especial del Estado.

### Casos judiciales
En 2017, Kristi Pinderi, directora ejecutiva de la organización PRO LGBT, anunció su intención de presentar una demanda buscando el reconocimiento de las uniones entre personas del mismo sexo. En 2022, el activista Xheni Karaj se hizo eco de los planes para lograr el reconocimiento legal de las relaciones entre personas del mismo sexo a través de los tribunales; "esta forma de cambiar el Código de Familia ya lo intentamos antes, pero hemos visto que no hay voluntad política para sacarlo adelante, y como vemos que no hay voluntad política, estamos pensando en utilizar la vía del litigio estratégico. Es un camino en el que una pareja o varias parejas pertenecientes a la comunidad siguen el camino legal y pasan por todas las etapas judiciales en Albania, y luego llevan el caso a Estrasburgo, como lo han hecho muchos otros países antes", afirmó Karaj.